# Breteuil (Oise)
Breteuil – miejscowość i gmina we Francji, w regionie Hauts-de-France, w departamencie Oise.
Według danych na rok 1990 gminę zamieszkiwało 3879 osób, a gęstość zaludnienia wynosiła 225 osób/km² (wśród 2293 gmin Pikardii Breteuil plasuje się na 48. miejscu pod względem liczby ludności, natomiast pod względem powierzchni na miejscu 130.).